# Arianna Tricomi
Arianna Tricomi (Bolzano, 1º agosto 1992) è una sciatrice alpina e sciatrice freestyle italiana, tre volte consecutive campionessa mondiale (2018, 2019, 2020) nel circuito del Freeride World Tour (FWT).

## Biografia
Ha vissuto a Corvara in Alta Badia (BZ), figlia dell'ex-sciatrice alpina Maria Cristina Gravina, azzurra di discesa libera e olimpica ai Giochi di Lake Placid 1980, e di Francesco Tricomi, già pilota siciliano nelle Frecce Tricolori dell'Aeronautica militare, comandante Alitalia nel viaggio in Lituania di papa Francesco.
Impara a sciare a soli 3 anni.
È laureata in fisioterapia all'Università di Innsbruck in Austria.
Nel 2018 ha presentato il suo primo short movie a Milano Montagna Festival, La Luce Infinita - Tales from the North, girato in Norvegia con il filmaker Marco Tribelhorn.

## Carriera
Inizia a praticare il telemark all'età di 6 anni, muovendo i primi passi nelle competizioni giovanili di sci alpino e cominciando a ottenere subito buoni risultati.
Così, a 16 anni si appassiona di freeski e decide di praticare l'attività agonistica del freestyle: inizia a gareggiare nella specialità dello slopestyle per il FIS (Ski Club ladinia).
Insofferente al rigido sistema di regole delle federazioni negli sport estremi (Action sports), alla fine della stagione invernale 2013 ha l'opportunità di qualificarsi al Freeride World Tour (1240 punti), la competizione professionistica internazionale di freeride (Fuoripista) non affiliata al CIO; vince inoltre il circuito nazionale I-FREE 2013, a Sella Nevea (UD).
Nel 2015 vince le qualificazioni europee (FWQ) con il punteggio più alto (5050 punti). A 23 anni la rider ladina sale sul podio con 8080 punti al terzo posto della classifica FWT2016 (categoria Ski Woman), vinta dall'austriaca Eva Walkner, battuta dall'italiana a Fieberbrunn. Nello stesso anno si aggiudica il 2016 iF3 Rookie of the Year award come la migliore freeskier. Partecipa al Festival della montagna alla Fabbrica del Vapore di Milano
Nella World Cup 2018 Arianna Tricomi diventa la prima italiana ad aver vinto un Freeride World Tour: a Verbier, Tricomi raccoglie 9700 punti contro gli 8880 punti di Eva Walkner e i 7780 punti di Lorraine Huber, le due colleghe austriache.
Al FWT19 si è nuovamente confermata al comando della classifica per tutte le tappe della stagione, vincendo così nel 2019 il secondo titolo consecutivo (Overall Champ) con 9100 punti.

## Palmarès

### Freestyle
Tra i suoi principali risultati si ricordano i primi posti al Junior Nationals NZ Halfpipe (2009), al Q-Parks Tour "La Freestyla" (2012), al Misurina I-Free (2012), al Polartec Scufoneda Freeride Cup (2013), al Finals I-Free Sella Nevea (2012) e al Freeride Challenge Punta Nera (2013).
Da segnalare anche l'8º posto nella classifica europea di slopestyle nel 2010 e il 7º posto nella classifica generale del FWQ nel 2014 (3300 punti).

### Freeride World Tour
La lista dei piazzamenti nel circuito internazionale FWT:
- 4º posto: FWT Andorra 2016
- 4º posto: FWT Chamonix-Mont-Blanc 2016
- 1º posto: FWT Fieberbrunn Kitzbüheler Alpen 2016
- 3º posto: FWT Haines, Alaska 2016
- 5º posto: FWT Verbier Xtreme 2016 (3º posto classifica generale: 8080 punti)
- 1º posto: FWT Andorra 2017
- 8º posto: FWT Chamonix-Mont-Blanc 2017
- 1º posto: FWT Haines, Alaska 2017
- 5º posto: FWT Fieberbrunn 2017
- 4º posto: FWT Verbier Xtreme 2017 (3º posto classifica generale: 8425 punti)
- 1º posto: FWT Hakuba 2018 (disputata al Kicking Horse il 7/2/2018[24])
- 2º posto: FWT Kicking Horse 2018
- 1º posto: FWT Andorra 2018
- 4º posto: FWT Fieberbrunn 2018
- 1º posto: FWT Verbier Xtreme 2018 (1º posto classifica generale: 9700 punti)
- 1º posto: FWT Hakuba 2019
- 2º posto: FWT Kicking Horse 2019[25]
- 6º posto: FWT Fieberbrunn 2019[26]
- 2º posto: FWT Andorra 2019[27]
- 2º posto: FWT Verbier Xtreme 2019[19] (1º posto classifica generale: 9100 punti)
- 2º posto: FWT Hakuba 2020
- 2º posto: FWT Kicking Horse 2020
- 6º posto FWT Ordino Arcalís 2020
- 1º posto: FWT Fieberbrunn 2020  (1º posto classifica generale: 24000 punti)